# アンディ・ティモンズ
アンディ・ティモンズ（Andy Timmons、1963年7月26日 - ）は、アメリカ合衆国アリゾナ州フェニックス生まれのギタリスト。マイアミ大学卒。ジャズ・フュージョンからロックまで弾きこなす、テクニカルギタリストとして著名。

## 来歴
マイアミ大学で音楽理論等を学ぶ。その後様々なバンドを経てデンジャー・デンジャーに加入。その名を知られるようになる。デンジャー・デンジャーでの活動（現在は脱退している）のかたわらソロ・アルバムの製作もコンスタントに行い、2009年までにソロ5作品を発表している。現在はギター演奏活動のかたわら、オリビア・ニュートンジョン等の著名なアーティストとの競演、音楽プロデューサーとしての活動など、幅広い活動を行っている。現在テキサス州マッキニー在住。

## 機材
アイバニーズ社製のシグネチャモデルのギターを使用。
※2008年、「アイバニーズ」との長年にわたるエンドース契約を終了したと発表していたが、2009年2月現在、アイバニーズの公式サイトには新たなシグネチュアモデルのギター「AT100CL」を製作・リリースしたことが公表されており、現在も契約を続けていると思われる。

## ディスコグラフィ

### ソロ・アルバム
- 『イヤー・エクスタシー』 - Ear X-Tacy (1994年)
- 『イヤー・エクスタシー2』 - Ear X-Tacy 2 (1997年)
- Orange Swirl (1998年)
- 『スポークン・アンド・アンスポークン』 - The Spoken and the Unspoken (1999年)
- And-Thology 1 & 2 (2001年)
- 『ザット・ワズ・ゼン、ディス・イズ・ナウ』 - That Was Then, This Is Now (2002年) ※コンピレーション
- Here Comes the Son - An Acoustic Christmas (2006年)
- Andy Timmons Band Plays Sgt. Pepper (2011年)
- Theme From A Perfect World (2016年)

### アンディ・ティモンズ&ザ・ポーン・キングス
- Andy Timmons and the Pawn Kings (1995年)
- Andy Timmons and the Pawn Kings Live (1998年)

### アンディ・ティモンズ・バンド
- 『レゾリューション』 - Resolution (2006年)
- Andy Timmons Band Plays Sgt. Pepper (2011年)
- Theme from a Perfect World (2016年)

### デンジャー・デンジャー
- 『デンジャー・デンジャー』 - Danger Danger (1989年)
- Down and Dirty Live (1990年) ※EP
- 『スクリュー・イット!』 - Screw It! (1991年)
- Cockroach (2001年)

### サイモン・フィリップス
- 『アナザー・ライフタイム〜トニー・ウィリアムスに捧ぐ』 - Another Lifetime (1998年)
- 『アウト・オブ・ザ・ブルー』 - Out of the Blue (1999年) ※ライブ
- 『プロトコル2』 - Protocol II (2013年)
- 『プロトコル3』 - Protocol III (2015年)

### キップ・ウィンガー
- 『キップ・ウィンガー・ソロ』 - This Conversation Seems Like a Dream (1996年)
- 『ソングス・フロム・ジ・オーシャン・フロアー』 - Songs From The Ocean Floor (2000年)